# 陳璉 (正統進士)
陳璉（1420年—？），字器之，直隸蘇州府崑山縣人，鎮海衛軍籍。明朝政治人物。進士出身。

## 生平
正統九年（1444年）甲子科應天府鄉試第六十八名。正統十年（1445年）乙丑科會試第四十二名，殿試登進士第二甲第十九名。

## 家族
曾祖陳均卿。祖父陳顯祖。父亲陳繼宗。